# Supercupa Europei 1987
Supercupa Europei 1987 a fost cea de douăsprezecea ediție a Supercupa Europei. S-a jucat între FC Porto și AFC Ajax, Porto câștigând Supercupa cu scorul general de 2–1.

## Meciuri

### Prima manșă
| AFC Ajax | 0 – 1 | FC Porto  |
| -------- | ----- | --------- |
|          |       | Barros 5' |

### A doua manșă
| FC Porto          | 1 – 0 | AFC Ajax |
| ----------------- | ----- | -------- |
| António Sousa 70' |       |          |

| Supercupa Europei 1987 |
| ---------------------- |
| Portugalia             |
| Porto Primul titlu     |